# Roberto Brusati
Pour les articles homonymes, voir Brusati.
Roberto Brusati (Milan, 3 juillet 1850 - Santa Margherita Ligure, 23 novembre 1935) était un général italien qui, en tant qu'officier d'état-major qui n'a jamais occupé de postes opérationnels avant la Première Guerre mondiale. 
Devenu lieutenant général (tenente generale), il est nommé commandant de la 1re armée lors de la mobilisation générale de mai 1915, pour être démis de ses fonctions le 8 mai 1916, huit jours avant l'offensive austro-hongroise dite "Strafexpedition", fortement souhaitée par le maréchal (Generalfeldmarschall) Franz Conrad von Hötzendorf.

## Biographie
Il est né à Milan le 3 juillet 1850, fils du comte Giuseppe et de Teresa Aman. Suivant les traces de son frère aîné Ugo, il est admis en 1863 au Collège militaire de Florence, puis à celui de Milan, pour entrer à l'Académie royale militaire d'artillerie et de génie de Turin en 1866. Animé de forts sentiments patriotiques, il tente, sans succès, de s'engager comme volontaire pour combattre dans la troisième guerre d'indépendance italienne. La sélection parmi les aspirants officiers était alors très stricte, mais il est toujours arrivé premier dans son cours, obtenant son diplôme en 1869. Nommé sous-lieutenant (sottotenente), il est admis directement dans le corps d'état-major général, puis fréquente l'école de guerre de Turin pendant deux ans, afin de se qualifier pour le service d'état-major général et d'être promu lieutenant (tenente). Il a ensuite servi dans le 3e régiment d'artillerie, puis dans les commandements militaires de Rome et de Milan.
En 1876, il est affecté à l'Institut topographique de Florence, [N 2] où il sert pendant six ans. En 1877, il est promu capitaine (capitano). En 1881, il a épousé Mlle Graziella Ferguson vivant à Florence. En 1884, avec le grade de major (maggiore), il est transféré au 64e régiment d'infanterie, basé à Milan, puis à Foggia. En 1887, il est rappelé à Rome comme chef du bureau de l'Échiquier occidental du commandement de l'état-major général, puis devient chef du secrétariat du commandant adjoint du même corps. Les promotions se succèdent, lieutenant-colonel (tenente colonnello) en 1888 et colonel (colonnello) en 1892, année où il devient commandant du 22e régiment d'infanterie "Cremona" stationné à Messine. En 1896, il devient chef d'état-major du corps d'armée à Rome et est promu major-général (maggiore generale) en 1898. Il est ensuite commandant de la brigade de Messine, stationnée à Catane, avant de se rendre à Rome (1899-1903), puis à Catanzaro. Avec sa promotion au grade de lieutenant général (tenente generale) en 1905, il prend le commandement de la division de Ravenne, puis de la division de Rome. En 1910, il prend le commandement du Ier corps d'armée à Turin. Le 3 mai 1914, il est désigné comme commandant de l'armée en cas de guerre, le plus haut rang dans la hiérarchie militaire de l'époque. Bien que politiquement enclin au neutralisme, lorsque la guerre contre l'Autriche-Hongrie est décidée, il se consacre activement au commandement de la 1re armée. Le 30 décembre de la même année, il est nommé sénateur du Royaume, assermenté le 22 mars 1915.

### La Première Guerre mondiale
La 1re armée avait son quartier général à Vérone, et selon le commandant suprême de l'armée, le général Luigi Cadorna, elle devait maintenir un comportement stratégiquement défensif, non seulement pendant la période du rassemblement, mais aussi tant que la 4e armée du général Luigi Nava opérait à partir de Cadore pour ouvrir une brèche vers le Tyrol. Elle devait cependant effectuer des offensives limitées pour mieux assurer l'inviolabilité de la frontière italienne, en amenant l'occupation en territoire ennemi partout où cela était possible et commode. Endurant amèrement de devoir rester sur la défensive, Il a mené ces opérations offensives avec la plus grande énergie. Déjà le 25 mai 1915, au lendemain de la Entrée en guerre, les troupes italiennes, profitant du fait que les troupes autrichiennes étaient déployées assez loin de la ligne frontalière, ont conquis un terrain d'une valeur stratégique considérable. À partir de la deuxième quinzaine d'août, l'insuffisance des moyens disponibles fait échouer de nouvelles attaques contre les fortifications permanentes autrichiennes qui gardent la tête du Val d'Astico. Le 29 août, le général Cadorna rappelle le commandement de l'armée à sa tâche purement défensive. Cependant, il n'a jamais renoncé à mener de nouvelles opérations pour consolider le front, faisant assumer au déploiement de ses troupes une projection purement offensive. Ce déploiement a conduit à négliger les préparatifs défensifs. En fait, le gros des forces dont il disposait restait concentré sur les positions avancées, souvent inconfortables et non préparées à la défense, plutôt que sur les positions arrière, plus adaptées aux opérations défensives.
En mars 1916, alors que le commandement de la 1re armée étudie de nouveaux paris offensifs, les services de renseignement de l'Armée reçoivent les premières nouvelles d'une importante concentration de forces autrichiennes dans le secteur du Trentin. Il s'agissait des préparatifs de la "Strafexpedition", fortement souhaitée et planifiée par le chef d'état-major de l'armée royale impériale austro-hongroise, le Feldmarschall (maréchal) Franz Conrad von Hötzendorf. L'intention déclarée de cette offensive était d'anéantir l'armée italienne en déclenchant une puissante offensive à travers les lignes de la 1re armée afin de retourner l'ensemble du dispositif italien. En vue d'une probable offensive ennemie, à sa demande, le commandement suprême lui accorda cinq divisions supplémentaires. Le 24 mars, depuis Londres, Cadorna rappela qu'en aucun cas les troupes ne devaient être entraînées dans la résistance sur les positions avancées, mais que toute retraite devait être effectuée rapidement afin que les troupes conservent leur efficacité pour défendre la ligne principale.
En désaccord ouvert avec Cadorna, il ordonna exactement le contraire, ordonnant la défense jusqu'au bout des positions avancées, comptant sur la solidité des travaux de renforcement effectués jusqu'alors. En outre, le 1er avril, l'armée repart à l'offensive, lançant des assauts qui remportent quelques succès brillants, bien que partiels.
Le 6 avril, il confirme au commandement suprême qu'ils donnent pour certain une concentration très importante - non encore cessée - d'artillerie et de chars dans la région des hauts plateaux..... Cette concentration apparaît dans des proportions moindres dans les vallées de Lagarina et de Sugana. Le déploiement des troupes italiennes continue cependant à être projeté trop en avant, devenant une cible facile pour l'artillerie ennemie, tandis que les positions défensives les plus fortes à l'arrière restent abandonnées. Il croit à l'immédiateté de l'offensive autrichienne, à tel point que le 22 mars il renouvelle ses demandes de renforts supplémentaires, les justifiant par le fait que l'offensive adverse sera déclenchée dans quelques jours, mais Cadorna lui répond sèchement qu'il a déjà suffisamment de troupes à sa disposition.

### La disculpation et l'offensive de Conrad von Hötzendorf
Dans la seconde moitié du mois d'avril, le général Cadorna visite les lignes de la 1re armée, et se rend compte à quel point les lignes italiennes sont exposées à une éventuelle offensive ennemie. Craignant d'envoyer tout le déploiement de l'armée en crise, il n'a pas eu envie d'ordonner aux troupes de se replier des positions avancées vers celles situées en arrière. Cadorna, non satisfait de l'utilisation des renforts déjà accordés, et non convaincu de la nécessité d'en accorder d'autres, le 8 mai le relève de son commandement en le remplaçant par le général comte Guglielmo Pecori Giraldi. Toujours le 14 mai, Cadorna, dans une lettre confidentielle écrite au général Ugo Brusati, aide de camp du roi, justifie les raisons du licenciement par le fait qu'il ne croit pas à l'imminence d'une offensive ennemie. Quelques heures plus tard, il reçoit un refus catégorique.
Dans l'après-midi du même jour, l'artillerie austro-hongroise ouvre un intense feu en tapis sur les lignes italiennes, tirant simultanément sur un arc qui va de Dos Cassina au Col San Giovanni (haut Val Campelle, dans le Valsugana). À l'aube du 15 mai, les troupes austro-hongroises passent à l'offensive, écrasant facilement les positions avancées de la 1re armée et les troupes qui y sont déployées dans le Val Lagarina, sur le Monte Maronia et dans le Val d'Astico. Les troupes ennemies déferlent vers la plaine vénitienne, et il faut quatre semaines de combats dramatiques et incertains pour que Cadorna les arrête, en faisant venir d'énormes renforts de l'Isonzo. Face à l'inquiétude de l'opinion publique, et alors que la bataille bat son plein, le gouvernement et le commandement suprême cherchent un bouc émissaire. Le 25 mai, un communiqué de l'agence Stefani (agenzia Stefani) annonçait, avec une proéminence inhabituelle, que le Conseil des ministres avait mis le général Brusati au repos par décret de Lieutenance du 25 mai 1916. Il s'agissait d'une mesure très grave, omettant en outre le fait que l'exonération avait eu lieu une semaine avant l'attaque ennemie. En outre, Cadorna fit passer le général Brusati en cour martiale pour trahison, sur la base du chapitre 1, article 72, paragraphe 7 du code pénal militaire en temps de guerre. La cour martiale ne fut jamais convoquée, mais l'opinion publique fut amenée à penser qu'il était gravement responsable de la déroute de l'Armée, et il fut également l'objet d'une campagne de diffamation, que ni le gouvernement ni le commandement suprême n'intervinrent pour arrêter. La police ne pouvait plus garantir sa sécurité et il dut se cacher. Se considérant comme une victime, il s'enferma dans un silence dédaigneux pour ne pas perturber l'effort de guerre national.

### Réhabilitation après la guerre
Dans l'après-guerre, il demande que justice lui soit rendue. Le 2 septembre 1919,, la Commission présidée par l'amiral (ammiraglio) Felice Napoleone Canevaro l'acquitte de toutes les accusations, révoque sa retraite d'office et le réintègre dans le service avec effet rétroactif à partir de 1916. Ayant toutefois atteint la limite d'âge, il est placé en statut d'auxiliaire. 

Cette mesure ne le satisfait pas car il aurait voulu une réparation solennelle du tort qu'il avait subi au milieu de nombreuses clameurs. De plus, si le rappel au service a annulé la mise à la retraite, il n'a pas supprimé le "torpillage" qu'il a reçu de Cadorna. Cependant, à cette époque, l'opinion publique n'était guère encline à des critiques sans nuances sur la guerre, et il ne souhaitait pas non plus écrire une publication polémique, bien qu'il ait continué à rassembler des documents pour sa défense. 
L'avènement du fascisme lui donne un nouvel espoir. Le 3 novembre 1922, le général Armando Diaz lui décerne la Croix du Mérite de guerre, soulignant qu'il s'agit de l'un de ses premiers actes en tant que nouveau ministre de la Guerre, et le promeut au grade de général d'armée (generale d'armata) peu après. La promotion ultérieure de Cadorna au poste de maréchal d'Italie signifie qu'il renonce finalement à toute remise en question possible. 
En 1926, il est mis à la retraite par ancienneté et meurt à Santa Margherita Ligure le 23 novembre 1935.

### Promotions militaires
- Sous-lieutenant (sottotenente) : 27 juillet 1869
- Lieutenant (tenente) : 25 février 1872
- Capitaine (capitano) : 26 août 1877
- Major (maggiore) : 13 avril 1884
- Lieutenant-colonel (tenente colonnello) : 8 avril 1888
- Colonel (colonnello) : 11 décembre 1892
- Général de division (maggiore generale) : 29 décembre 1898
- Général de corps d'armée (tenente generale) : 5 août 1905

### Fonctions et titres
- Président du Comité du corps de garde (20 décembre 1899-9 février 1904)
- Désigné comme commandant de l'armée en guerre (3 mai 1914)
- Attaché à l'Institut géographique militaire (6 mars 1876) (7 avril 1879)

### Commissions sénatoriales
- Membre de la commission de jugement de la Haute Cour de Justice (27 décembre 1929-19 janvier 1934)

## Distinctions honorifiques
- Croix du Mérite de guerre - Détermination ministérielle du 4 novembre 1922[17]
- Chevalier de l'Ordre de la Couronne d'Italie - 3 juin 1886
- Officier de l'Ordre de la Couronne d'Italie - 27 décembre 1894
- Commandeur de l'Ordre de la Couronne d'Italie - 20 mars 1898
- Grand officier de l'Ordre de la Couronne d'Italie - 4 juin 1903
- Chevalier de Grand-croix de l'Ordre de la Couronne d'Italie - 28 décembre 1911
- Chevalier de l'Ordre des Saints-Maurice-et-Lazare - 12 janvier 1890
- Officier de l'Ordre des Saints-Maurice-et-Lazare - 5 janvier 1899
- Commandeur de l'Ordre des Saints-Maurice-et-Lazare - 4 juin 1908
- Grand officier de l'Ordre des Saints-Maurice-et-Lazare - 30 mai 1912
- Chevalier de Grand-croix décoré du Grand Cordon de l'Ordre des Saints-Maurice-et-Lazare - 14 août 1934
- Croix d'or pour ancienneté de service